# Vuelta a España 1983
38. ročník cyklistického závodu Vuelta a España se konal mezi 19. dubnem a 8. květnem 1983. Závod dlouhý 3398 km vyhrál Francouz Bernard Hinault z týmu Renault–Elf. Na druhém místě se umístil obhájce vítězství Marino Lejarreta a na třetím místě se umístil Alberto Fernández.

## Týmy
Vuelty a España 1983 se zúčastnilo 10 týmů. Každý tým přijel s 10 jezdci, na start se celkem postavilo 100 jezdců. Do cíle v Madridu dojelo 59 jezdců.
Týmy, které se zúčastnily závodu, byly:
- Alfa Lum–Olmo
- Boule d'Or–Colnago
- Del Tongo–Colnago
- Hueso
- Kelme
- Renault–Elf
- Reynolds
- Teka
- Zor–Gemeaz–Cusin

## Favorité před závodem
Na start se postavil vítěz Vuelty z roku 1978 Bernard Hinault, jemuž se povedlo vyhrát od roku 1978 sedm závodů Grand Tour. Dalším favoritem byl také úřadující mistr světa Ital Giuseppe Saronni, jenž vyhrál Giro d'Italia 1979. Největšími španělskými favority byli obhájce vítězství Marino Lejarreta, Julián Gorospe a Alberto Fernández.

## Trasa a etapy
| Etapa | Datum         | Trasa                                             | Vzdálenost          | Typ                 | Typ                  | Vítěz                       |
| ----- | ------------- | ------------------------------------------------- | ------------------- | ------------------- | -------------------- | --------------------------- |
| P     | 19. dubna     | Almussafes – Almussafes                           | 6,8 km (4 mi)       |                     | Individuální časovka | Dominique Gaigne (FRA)      |
| 1     | 20. dubna     | Almussafes – Cuenca                               | 235 km (146 mi)     |                     |                      | Juan Fernández (ESP)        |
| 2     | 21. dubna     | Cuenca – Teruel                                   | 152 km (94 mi)      |                     |                      | Eric Vanderaerden (BEL)     |
| 3     | 22. dubna     | Teruel – Sant Carles de la Ràpita                 | 241 km (150 mi)     |                     |                      | Giuseppe Petito (ITA)       |
| 4     | 23. dubna     | Sant Carles de la Ràpita – Sant Quirze del Vallès | 192 km (119 mi)     |                     |                      | Laurent Fignon (FRA)        |
| 5     | 24. dubna     | Sant Quirze del Vallès – Castellar de n'Hug       | 195 km (121 mi)     |                     |                      | Alberto Fernández (ESP)     |
| 6     | 25. dubna     | La Pobla de Lillet – Viella                       | 235 km (146 mi)     |                     |                      | Marino Lejarreta (ESP)      |
| 7     | 26. dubna     | Les – Sabiñánigo                                  | 137 km (85 mi)      |                     |                      | Jesús Suárez Cueva (ESP)    |
| 8     | 27. dubna     | Sabiñánigo – Balneario de Panticosa               | 38 km (24 mi)       |                     | Individuální časovka | Marino Lejarreta (ESP)      |
| 9     | 28. dubna     | Panticosa – Alfajarín                             | 183 km (114 mi)     |                     |                      | Giuseppe Saronni (ITA)      |
| 10    | 29. dubna     | Zaragoza – Soria                                  | 174 km (108 mi)     |                     |                      | Giuseppe Saronni (ITA)      |
| 11    | 30. dubna     | Soria – Logroño                                   | 185 km (115 mi)     |                     |                      | Eric Vanderaerden (BEL)     |
| 12    | 1. května     | Logroño – Burgos                                  | 147 km (91 mi)      |                     |                      | Noël Dejonckheere (BEL)     |
| 13    | 2. května     | Aguilar de Campoo – Lagos de Covadonga            | 188 km (117 mi)     |                     |                      | Marino Lejarreta (ESP)      |
| 14    | 3. května     | Cangas de Onís – León                             | 195 km (121 mi)     |                     |                      | Carlos Hernández (ESP)      |
| 15a   | 4. května     | León – Valladolid                                 | 134 km (83 mi)      |                     |                      | Pascal Poisson (FRA)        |
| 15b   | 4. května     | Valladolid – Valladolid                           | 22 km (14 mi)       |                     | Individuální časovka | Bernard Hinault (FRA)       |
| 16    | 5. května     | Valladolid – Salamanca                            | 162 km (101 mi)     |                     |                      | José Luis Laguía (ESP)      |
| 17    | 6. května     | Salamanca – Ávila                                 | 216 km (134 mi)     |                     |                      | Bernard Hinault (FRA)       |
| 18    | 7. května     | Ávila – Palazuelos de Eresma (Destilerías DYC)    | 204 km (127 mi)     |                     |                      | Jesús Hernández Úbeda (ESP) |
| 19    | 8. května     | Palazuelos de Eresma (Destilerías DYC) – Madrid   | 135 km (84 mi)      |                     |                      | Michael Wilson (AUS)        |
|       | Celková délka | Celková délka                                     | 3 398 km (2 111 mi) | 3 398 km (2 111 mi) | 3 398 km (2 111 mi)  | 3 398 km (2 111 mi)         |

## Průběžné pořadí
| Etapa          | Vítěz                 | Celkové pořadí ·  | Bodovací soutěž · | Vrchařská soutěž · | Sprinterská soutěž | Soutěž týmů      |
| -------------- | --------------------- | ----------------- | ----------------- | ------------------ | ------------------ | ---------------- |
| P              | Dominique Gaigne      | Dominique Gaigne  | neuděleno         | neuděleno          | neuděleno          | neuděleno        |
| 1              | Juan Fernández        | Dominique Gaigne  | Juan Fernández    | José Luis Laguía   | Danny Van Baelen   | Zor–Gemeaz–Cusin |
| 2              | Eric Vanderaerden     | Dominique Gaigne  | Juan Fernández    | Fiorenzo Aliverti  | Danny Van Baelen   | Zor–Gemeaz–Cusin |
| 3              | Giuseppe Petito       | Dominique Gaigne  | Juan Fernández    | José Luis Laguía   | Danny Van Baelen   | Zor–Gemeaz–Cusin |
| 4              | Laurent Fignon        | Dominique Gaigne  | Giuseppe Petito   | José Luis Laguía   | Danny Van Baelen   | Renault–Elf      |
| 5              | Alberto Fernández     | Bernard Hinault   | Giuseppe Petito   | José Luis Laguía   | Danny Van Baelen   | Zor–Gemeaz–Cusin |
| 6              | Marino Lejarreta      | Marino Lejarreta  | Giuseppe Petito   | José Luis Laguía   | Danny Van Baelen   | Zor–Gemeaz–Cusin |
| 7              | Jesús Suárez Cueva    | Marino Lejarreta  | Juan Fernández    | José Luis Laguía   | Danny Van Baelen   | Zor–Gemeaz–Cusin |
| 8              | Marino Lejarreta      | Marino Lejarreta  | Marino Lejarreta  | José Luis Laguía   | Danny Van Baelen   | Zor–Gemeaz–Cusin |
| 9              | Giuseppe Saronni      | Marino Lejarreta  | Marino Lejarreta  | José Luis Laguía   | Marc Goossens      | Zor–Gemeaz–Cusin |
| 10             | Giuseppe Saronni      | Julián Gorospe    | Marino Lejarreta  | José Luis Laguía   | Marc Goossens      | Zor–Gemeaz–Cusin |
| 11             | Eric Vanderaerden     | Alberto Fernández | Marino Lejarreta  | José Luis Laguía   | Marc Goossens      | Zor–Gemeaz–Cusin |
| 12             | Noël Dejonckheere     | Alberto Fernández | Marino Lejarreta  | José Luis Laguía   | Marc Goossens      | Zor–Gemeaz–Cusin |
| 13             | Marino Lejarreta      | Alberto Fernández | Marino Lejarreta  | José Luis Laguía   | Marc Goossens      | Zor–Gemeaz–Cusin |
| 14             | Carlos Hernández      | Álvaro Pino       | Marino Lejarreta  | José Luis Laguía   | Sabino Angoitia    | Zor–Gemeaz–Cusin |
| 15a            | Pascal Poisson        | Álvaro Pino       | Marino Lejarreta  | José Luis Laguía   | Sabino Angoitia    | Zor–Gemeaz–Cusin |
| 15b            | Bernard Hinault       | Julián Gorospe    | Marino Lejarreta  | José Luis Laguía   | Sabino Angoitia    | Zor–Gemeaz–Cusin |
| 16             | José Luis Laguía      | Julián Gorospe    | Marino Lejarreta  | José Luis Laguía   | Sabino Angoitia    | Zor–Gemeaz–Cusin |
| 17             | Bernard Hinault       | Bernard Hinault   | Marino Lejarreta  | José Luis Laguía   | Sabino Angoitia    | Zor–Gemeaz–Cusin |
| 18             | Jesús Hernández Úbeda | Bernard Hinault   | Marino Lejarreta  | José Luis Laguía   | Sabino Angoitia    | Zor–Gemeaz–Cusin |
| 19             | Michael Wilson        | Bernard Hinault   | Marino Lejarreta  | José Luis Laguía   | Sabino Angoitia    | Zor–Gemeaz–Cusin |
| Konečné pořadí | Konečné pořadí        | Bernard Hinault   | Marino Lejarreta  | José Luis Laguía   | Sabino Angoitia    | Zor–Gemeaz–Cusin |

## Konečné pořadí

### Celkové pořadí
| Pořadí | Jezdec            | Tým                              | Čas         |
| ------ | ----------------- | -------------------------------- | ----------- |
| 1      | Bernard Hinault   | Renault–Elf                      | 94h 28’ 26” |
| 2      | Marino Lejarreta  | Alfa Lum–Olmo                    | + 1’ 12”    |
| 3      | Alberto Fernández | Zor–Gemeaz–Cusin                 | + 3’ 58”    |
| 4      | Álvaro Pino       | Zor–Gemeaz–Cusin                 | + 5’ 09”    |
| 5      | Hennie Kuiper     | Jacky Aernoudt–Rossin–Campagnolo | + 10’ 26”   |
| 6      | Eduardo Chozas    | Zor–Gemeaz–Cusin                 | + 11’ 11”   |
| 7      | Laurent Fignon    | Renault–Elf                      | + 11’ 27”   |
| 8      | Pedro Muñoz       | Zor–Gemeaz–Cusin                 | + 12’ 25”   |
| 9      | Vicente Belda     | Kelme                            | + 13’ 08”   |
| 10     | Faustino Rupérez  | Zor–Gemeaz–Cusin                 | + 13’ 36”   |

### Bodovací soutěž
| Pořadí | Jezdec             | Tým           | Body |
| ------ | ------------------ | ------------- | ---- |
| 1      | Marino Lejarreta   | Alfa Lum–Olmo | 168  |
| 2      | Bernard Hinault    | Renault–Elf   | 162  |
| 3      | Laurent Fignon     | Renault–Elf   | 149  |
| 4      | Jesús Suárez Cueva | Hueso         | 129  |

### Vrchařská soutěž
| Pořadí | Jezdec            | Tým           | Body |
| ------ | ----------------- | ------------- | ---- |
| 1      | José Luis Laguía  | Reynolds      | 123  |
| 2      | Fiorenzo Aliverti | Alfa Lum–Olmo | 64   |
| 3      | Marino Lejarreta  | Alfa Lum–Olmo | 56   |
| 4      | Vicente Belda     | Kelme         | 51   |

### Sprinterská soutěž
| Pořadí | Jezdec          | Tým                              | Body |
| ------ | --------------- | -------------------------------- | ---- |
| 1      | Sabino Angoitia | Hueso                            | 27   |
| 2      | René Martens    | Jacky Aernoudt–Rossin–Campagnolo | 12   |
| 3      | Michael Wilson  | Alfa Lum–Olmo                    | 10   |

### Soutěž týmů
| Pořadí | Tým                              | Čas          |
| ------ | -------------------------------- | ------------ |
| 1      | Zor–Gemeaz–Cusin                 | 283h 05’ 31” |
| 2      | Renault–Elf                      | 283h 22’ 02” |
| 3      | Kelme                            | 283h 59’ 52” |
| 4      | Reynolds                         | 284h 07’ 42” |
| 5      | Del Tongo–Colnago                | 284h 07’ 44” |
| 6      | Hueso                            | 284h 12’ 39” |
| 7      | Alfa Lum–Olmo                    | 284h 24’ 36” |
| 8      | Teka                             | 284h 50’ 08” |
| 9      | Jacky Aernoudt–Rossin–Campagnolo | 284h 51’ 32” |